# Hylaeus nigriconcavus
Hylaeus nigriconcavus là một loài Hymenoptera trong họ Colletidae. Loài này được Houston mô tả khoa học năm 1975.